# Sigrön
Sigrön ist ein bewohnter Gemeindeteil der Stadt Bad Wilsnack vom Amt Bad Wilsnack/Weisen im Landkreis Prignitz in Brandenburg.

## Geografie
Der Ort liegt vier Kilometer nordnordöstlich von Bad Wilsnack. Die Nachbarorte sind Ponitz im Norden, Groß Werzin und Grube im Nordosten, Kletzke im Osten, Plattenburg und  Haaren im Südosten, Arnoldsruh im Süden, Bad Wilsnack und Groß Lüben im Südwesten, Karthan im Westen sowie Uenze im Nordwesten.

## Geschichte
Sigrön wurde erstmals 1843 als Flurname auf dem Gebiet der heutigen Ortslage erwähnt. Der Ort wurde 1897 als Vorwerk des Dorfes Grube unter dem Namen „Siegrön“ erwähnt. Die Bedeutung des Namens ist unklar.
Sigrön gehört seit jeher zur Stadt Bad Wilsnack. Am 25. Juli 1952 wurde das Dorf dem damals neu gebildeten Landkreis Perleberg im Bezirk Schwerin zugeordnet, vorher gehörte es zum Landkreis Westprignitz. Nach der Wende wurde Sigrön im Zuge der brandenburgischen Kreisreform im Dezember 1993 dem Landkreis Prignitz zugeordnet. Das Dorf liegt im Amt Bad Wilsnack/Weisen. Sigrön ist Teil der Kirchengemeinde Grube.